# زرمان (روستا)
زرمان یک روستا در ایران است که در دهستان دوبلوک واقع شده‌است. زرمان ۲۰۰ نفر جمعیت دارد.